# Nikolái Bogdanov-Belski
Nikolái Petróvich Bogdanov-Belski (en ruso: Никола́й Петро́вич Богда́нов-Бе́льский; Chitiki, Imperio ruso, 8 de diciembre de 1868 – Berlín, 19 de febrero de 1945) fue un pintor ruso, miembro del grupo de los Peredvízhniki, retratista, pintor de género y presidente de la Sociedad de Artistas Arjip Kuindzhi.

## Biografía
Nikolái Bogdanov-Belski nació en 1868 en la pequeña localidad rural de Chitiki, en la gobernación de Smolensk —en esa época situada en el Imperio ruso, actualmente ubicada en el óblast de Smolensk en Rusia—. Era hijo ilegítimo de un campesino y siempre se sintió atraído por los temas sobre la vida rural y la vida de los niños. Estudió en una escuela parroquial y luego en la escuela de Serguéi Rachinski en el pueblo de Tatevo, en la gobernación de Tver; luego estudió en el taller de pintura de iconos en el monasterio de la Trinidad y San Sergio, durante 1883, y de forma oficial en la Escuela de Pintura, Escultura y Arquitectura de Moscú, donde recibió clases de pintura, escultura y arquitectura impartidas por Vasili Polénov, Vladímir Makovski e Illarion Prianichnikov, entre 1884 y 1889.
En 1889, Bogdanov pintó el lienzo «El futuro monje» para sus exámenes finales. La administración de la escuela valoró el trabajo y otorgó al autor una gran medalla de plata y el título de artista de la clase. La pintura participó en la 18.ª exposición de la Sociedad de Exposiciones Itinerantes de Arte. Allí fue un éxito. De 1894 a 1895 continuó sus estudios de pintura en la Academia de Artes de San Petersburgo con Ilia Repin, luego fue a París, donde visitó los estudios de Filippo Colarossi y Fernand Cormon. Trabajó en Múnich e Italia. Se asoció con la Sociedad de Exposiciones de Arte Ambulante a partir de 1890 y se convirtió en miembro de la sociedad en 1895.
Los Ambulantes trabajaban en condiciones difíciles frente a un poder político despótico. Sus obras defendían causas democráticas que iban en contra del orden establecido. Por ejemplo, se les negaron locales para exposiciones. Entre 1870 y 1880 la Academia entró en abierto conflicto con ellos. La Revuelta de los Catorce y la formación del Artel de Artistas habían sido los preludios unos años antes de este conflicto que se estaba haciendo abierto. Se prohibieron obras, entre ellas cuadros de Bogdanov-Belski, Nikolái Kasatkin, Nikolái Gay, Vladímir Makovski, entre otros.
Visitaba regularmente el pueblo de Ostrovno en la gobernación de Tver, a orillas del lago Udomlya, donde vivía y trabajaba en la finca de un terrateniente local llamado Ushakob. Después de 1921, trabajó exclusivamente en Riga, Letonia. Se convirtió en miembro de varias sociedades importantes, entre ellas la Peredvízhniki desde 1895 y la Sociedad Arkhip Kuindzhi desde 1909 (de la que fue miembro fundador y presidente entre 1913 y 1918). En Riga, se convirtió en miembro honorario de la sociedad estudiantil rusa «Fraternitas Arcticia», que tenía vínculos con estudiantes alemanes, polacos y bálticos.
En 1944, supuestamente por razones de salud, fue trasladado a Berlín; allí murió el 19 de febrero de 1945, durante un bombardeo de la aviación angloamericana. Fue enterrado en el cementerio ortodoxo de Tegel (parte central); la tumba está incluida en la «Lista de lugares de enterramiento situados en el extranjero que tienen importancia histórica y conmemorativa para la Federación de Rusia».

## Obras

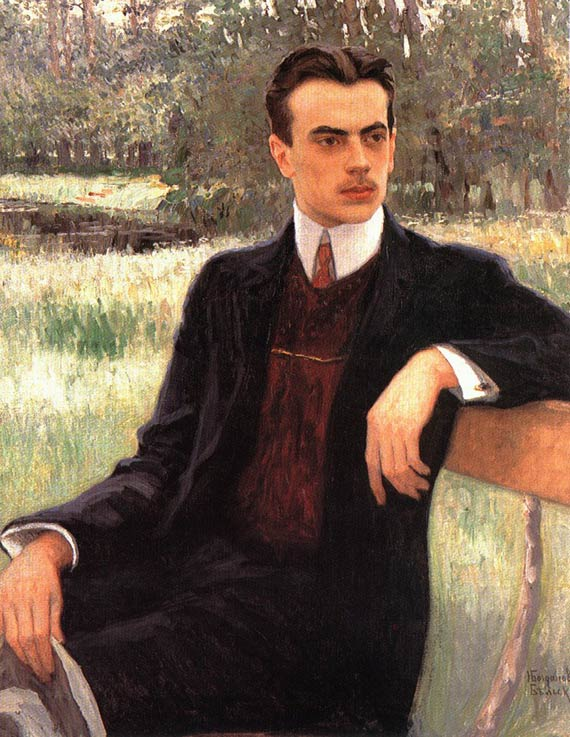
Príncipe Nicholas Yusupov (1911)
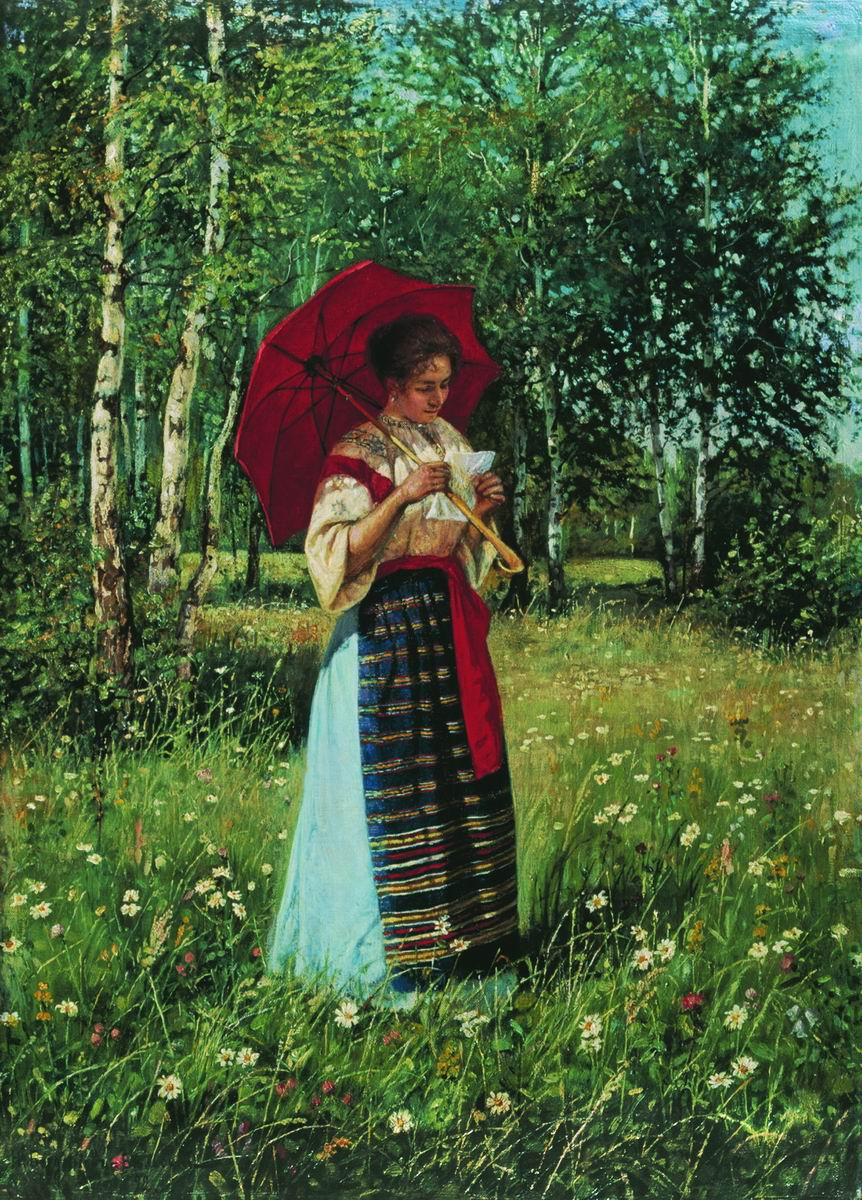
Leyendo una carta (1892)
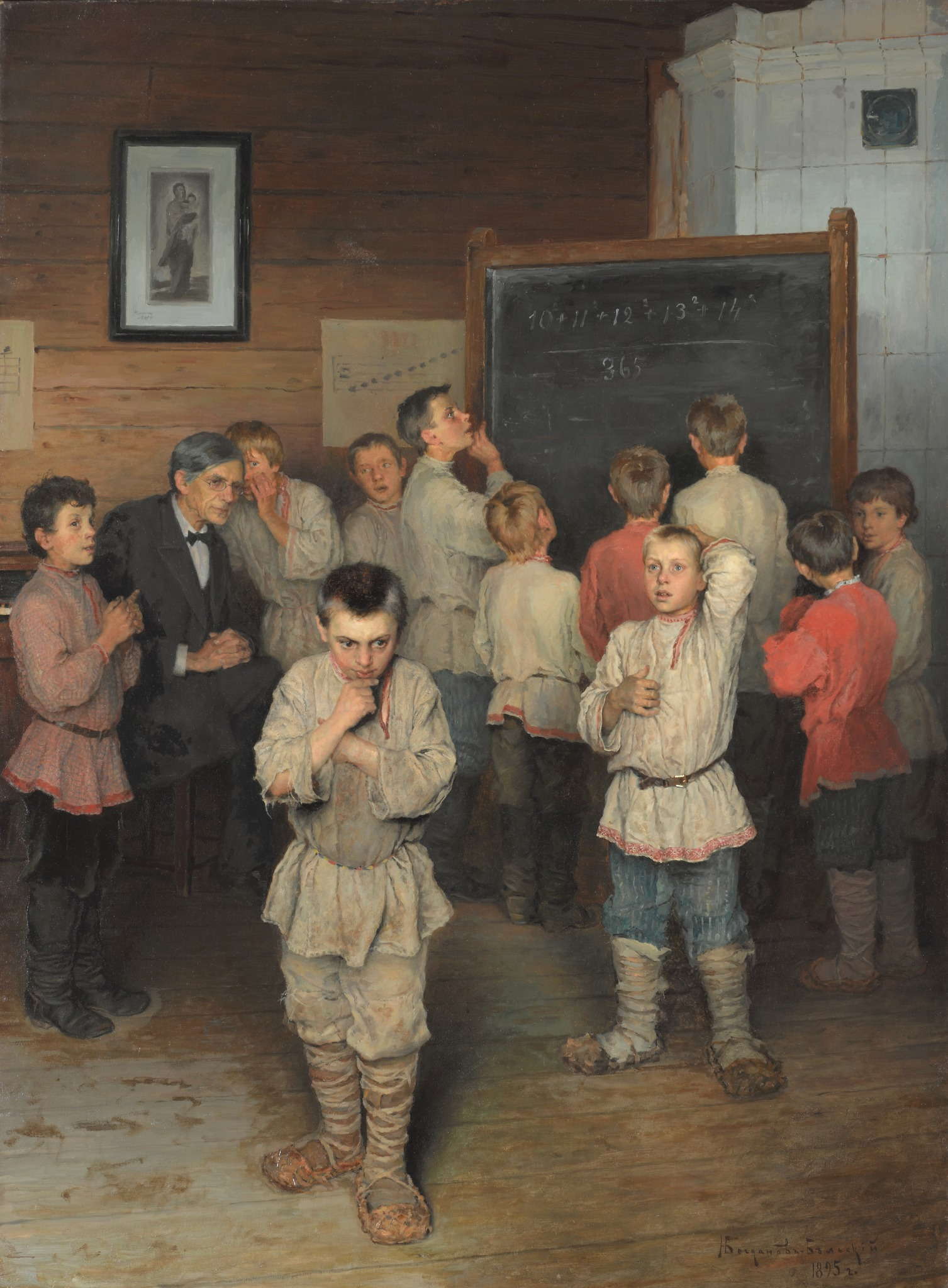
Cálculo mental. En la escuela pública S. A. Rachinski (1895)
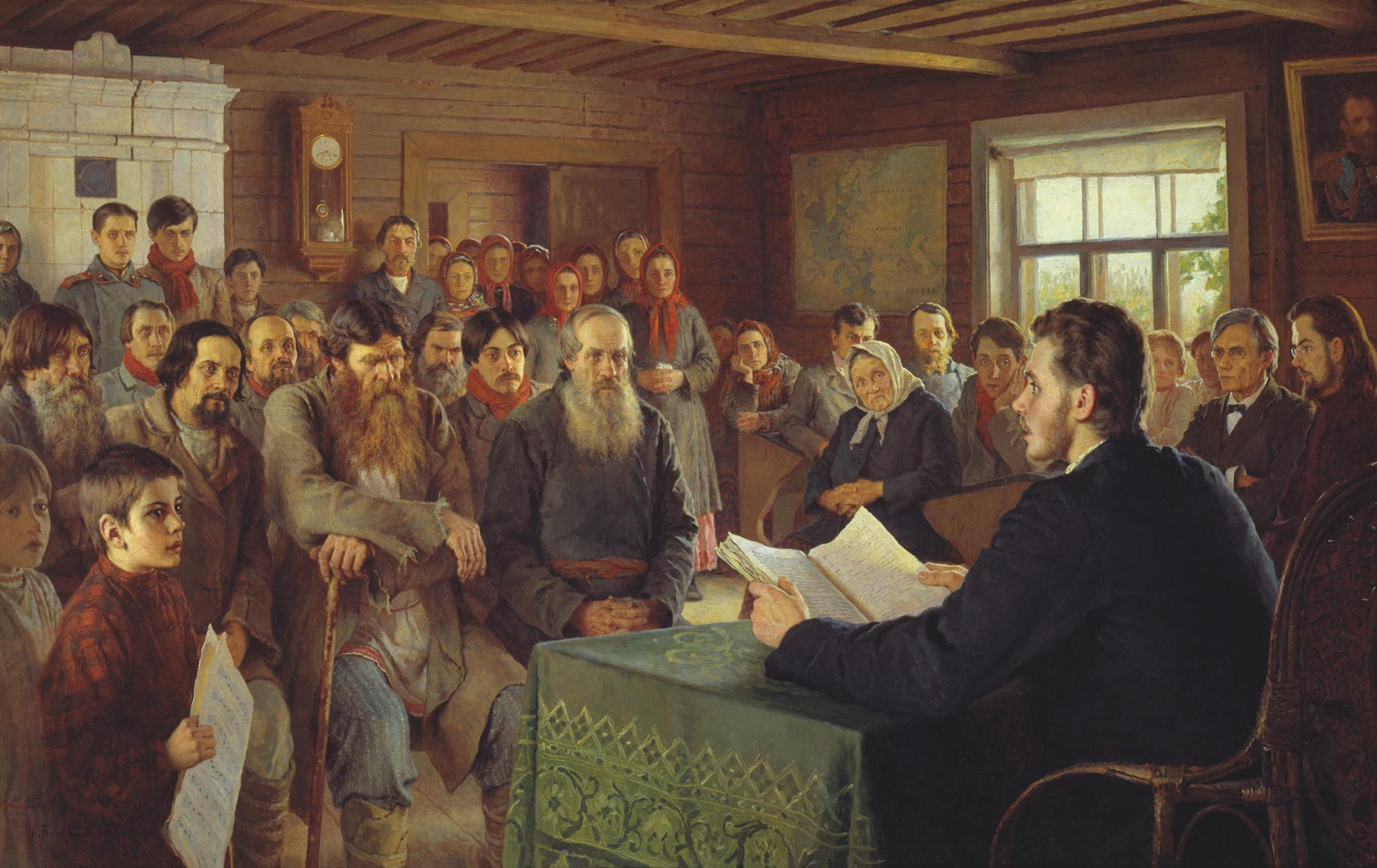
Lectura dominical en una escuela de pueblo (1895)
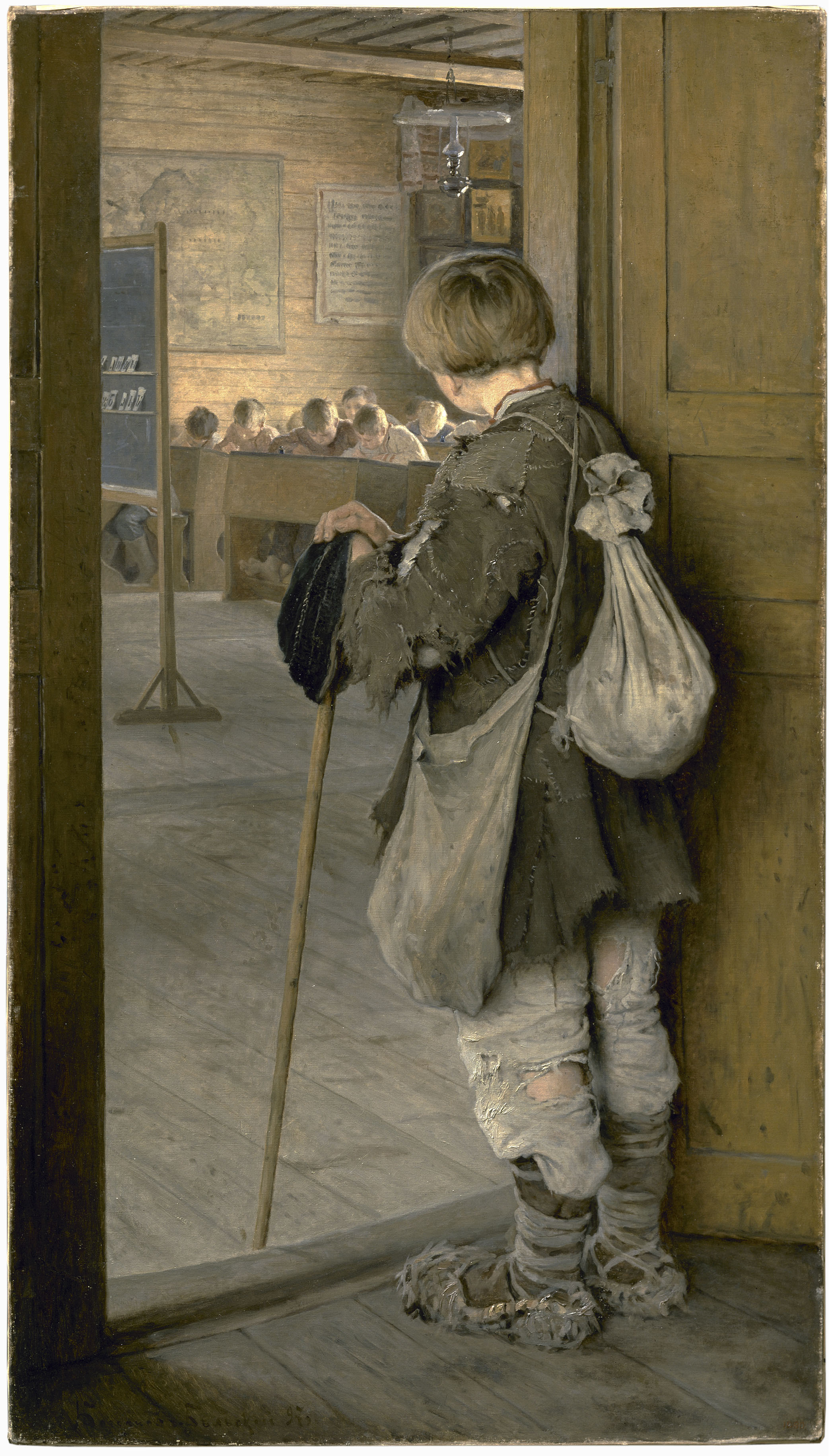
En la puerta de la escuela (1897)
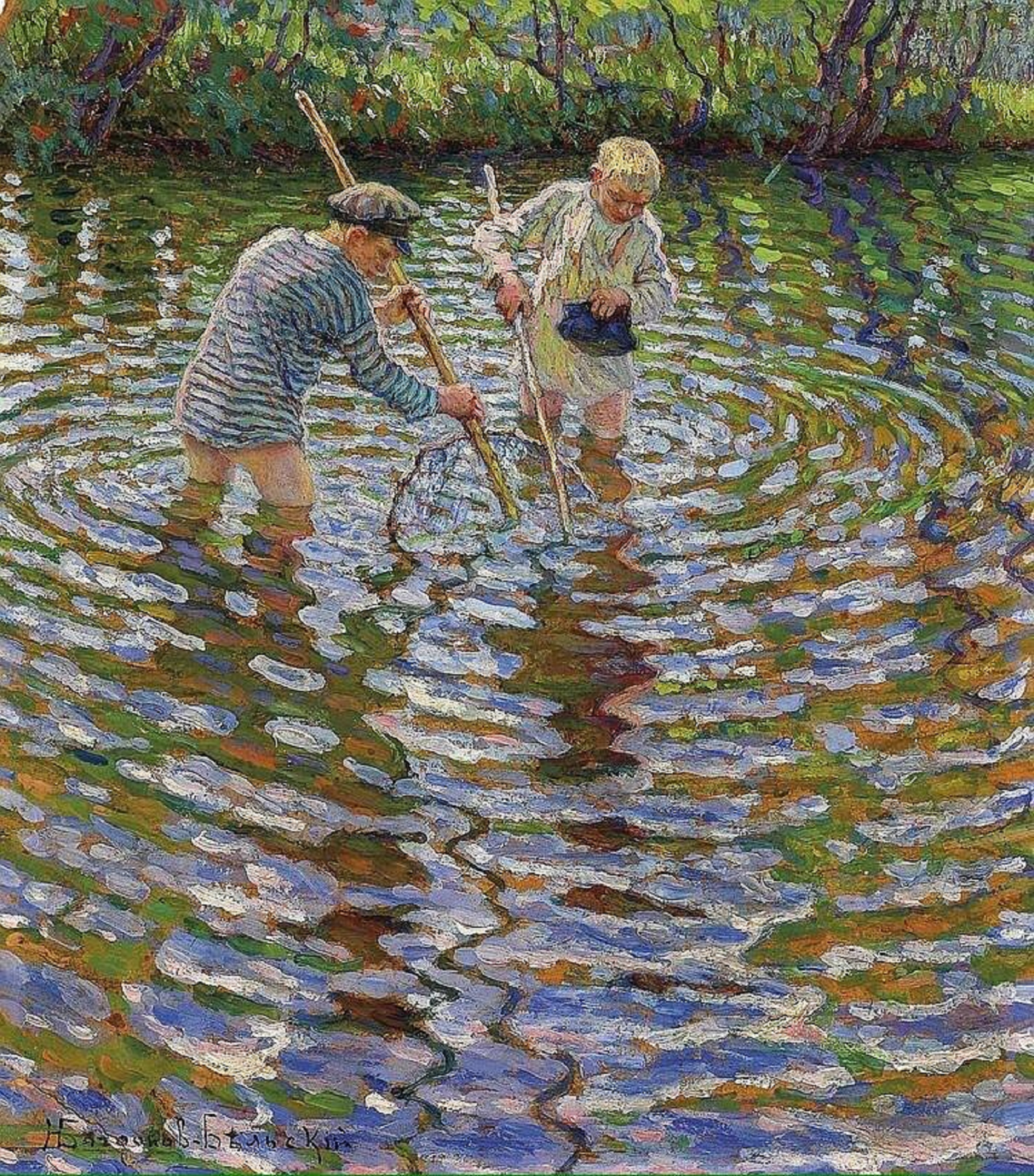
Niños pescando